# Lewinia
Lewinia – rodzaj ptaków z rodziny chruścieli (Rallidae).

## Zasięg występowania
Rodzaj obejmuje gatunki występujące w południowej i południowo-wschodniej Azji (Chińska Republika Ludowa, Republika Chińska, Indie, Sri Lanka, Nepal, Bangladesz, Mjanma, Laos, Wietnam, Kambodża, Tajlandia, Malezja, Indonezja, Filipiny i Brunei) i Australazji (Australia, Papua-Nowa Gwinea, Nowa Zelandia (Wyspy Auckland)).

## Morfologia
Długość ciała 17–30 cm, rozpiętość skrzydeł 31–35 cm; masa ciała 63–142 g. 

## Systematyka

### Etymologia
- Lewinia: epitet gatunkowy Rallus lewinii Swainson, 1837[a]; John William Lewin (1770–1819), angielski grawer, przyrodnik, osiedlił się w Australii w latach 1800–1819[6][7].
- Donacias: gr. δοναξ donax, δονακος donakos „trzcina”; ια ia, ιας ias „głos, płacz”[8]. Nazwa zastępcza dla Lewinia G.R. Gray, 1855 ze względu na puryzm.
- Hyporallus: gr. ὑπο hupo „powiązany z, blisko”; rodzaj Rallus Linnaeus, 1758 (wodnik)[9]. Gatunek typowy: Rallus muelleri Rothschild, 1893.

### Podział systematyczny
Do rodzaju należą następujące gatunki:
- Lewinia striata (Linnaeus, 1766) – wodnik rdzawogłowy
- Lewinia mirifica (Parkes & Amadon, 1959) – wodnik luzoński
- Lewinia pectoralis (Temminck, 1831) – wodnik kusy
- Lewinia muelleri (Rothschild, 1893) – wodnik maoryski